# 케미세트

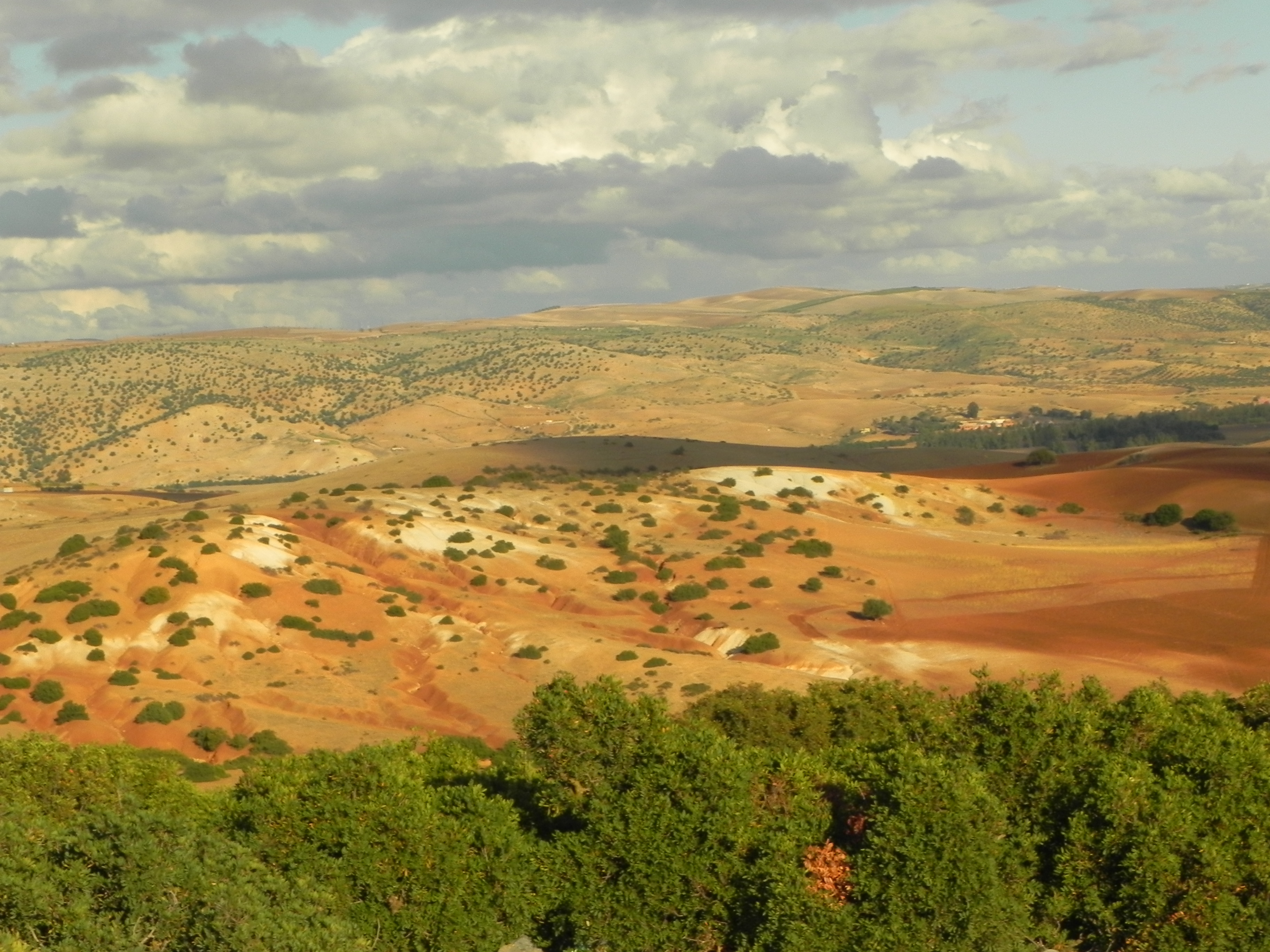

케미세트(아랍어: الخميسات, 프랑스어: Khemisset)는 모로코 라바트살레젬무르자에르 지방에 위치한 도시로, 인구는 111,971명(2008년 기준)이다. 1912년부터 1914년까지 프랑스가 라바트까지를 운행하는 600mm 협궤 철도 노선을 건설했지만 1935년 철도 노선이 폐지되면서 1942년까지 철거되었고 현재는 도로로 연결되어 있다.

## 자매 도시
- 프랑스 르아브르
- 프랑스 몽토방
- 프랑스 드뢰
- 프랑스 툴롱
- 프랑스 마르세유
- 아르헨티나 부에노스아이레스
- 스웨덴 스톡홀름